# Fleninge mölla

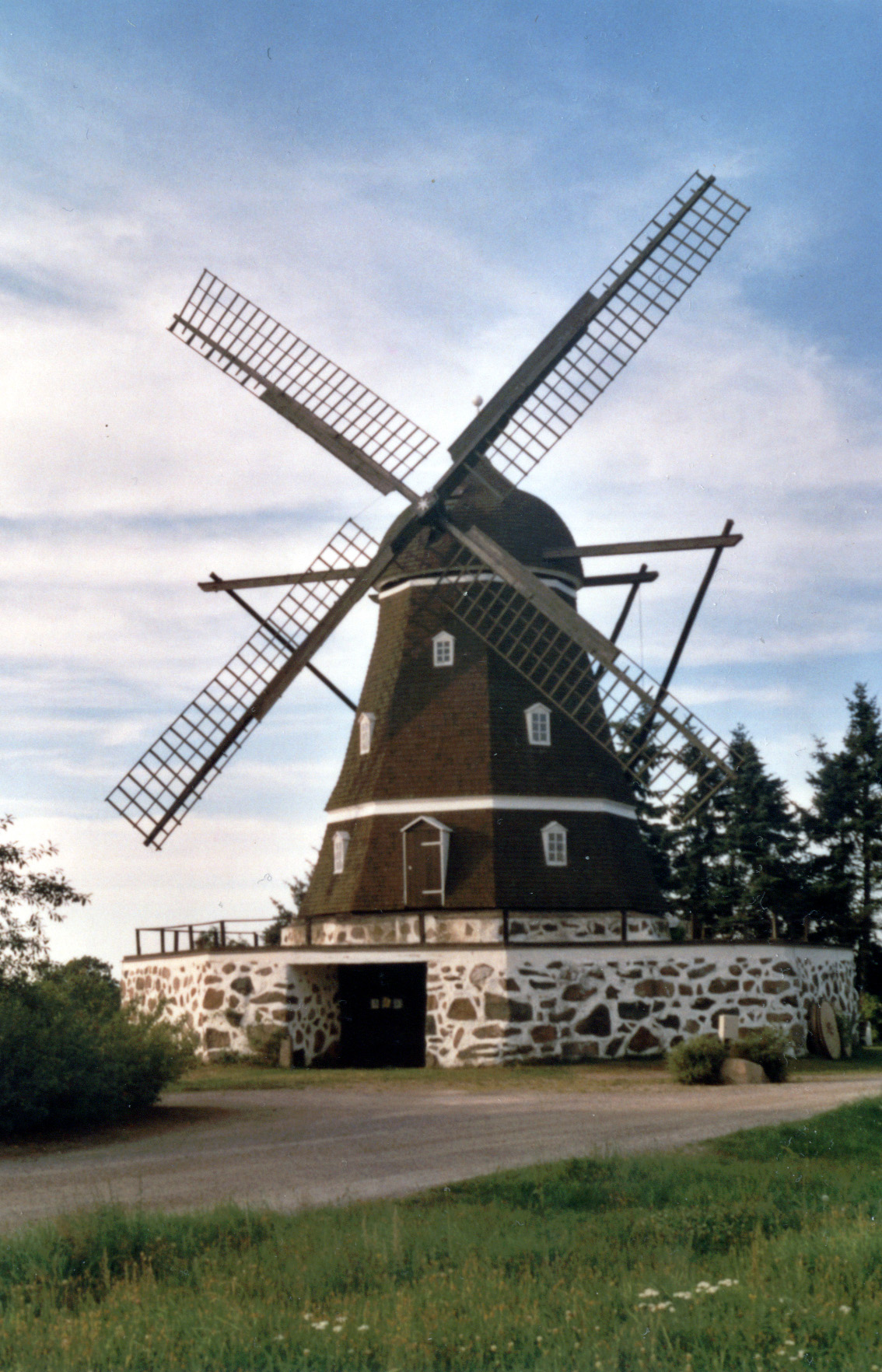
Fleninge mölla.

Fleninge mölla är en väderkvarn utanför Fleninge i Helsingborgs kommun. Det är en så kallad holländare där toppen kan vridas så att vingarna står rakt mot vinden.
Den första kvarnen på platsen var en stubbkvarn som köpts begagnad av en arrendator på Rosendals slott. Den uppfördes 1702 av rusthållarna Måns Jönsson och Peter Nilsson från Fleninge som alternativ till Rosendals skvaltkvarnar. Stubbkvarnen ersattes av en nybyggd holländare år 1845 som var i drift till 9 april 1960 då den förstördes i en brand.
Fyra år tidigare hade Fleninge Släkt-och Bygdeförening fått en testamentarisk gåva på 22 000 kronor så att de  kunde köpa kvarnen. Man lyckades köpa en begagnad holländare från närliggande Hjälmshult för insamlade medel och flytta den till Fleninge.
Hjälmshults mölla byggdes år 1855 av möllebyggaren Per Larsson från Döshult, som också byggde kvarnen i Fleninge. När vingarna blåste av år 1948 togs kvarnen ur bruk.
I september 1961 lyfte man av kvarnen från sockeln med hjälp av en kran. Första delen av den drygt 7 kilometer långa flytten gick med lastbil på markvägar, men snart körde man fast i leran. Man fick hjälp att komma loss av Skånska dragonregementet som hade övningar i trakten och den 20 september 1961 var ekipaget framme i Fleninge. Två år senare hade möllan monterats på den gamla sockeln och renoverats av frivilliga krafter under ledning av en möllebyggare så att den kunde visas för allmänheten.
Fleninge mölla förvaltas av Fleninge-Ödåkra hembygdsförening som efter åtskilliga timmars ideellt arbete kan visa upp en kvarn med snurrande vingar drivna av en elmotor.